# Willi Krakau
Pas d'image ? Cliquez ici
Willi Krakau est un pilote automobile allemand né le 4 décembre 1911 à Schönebeck (Allemagne) et décédé le 26 avril 1995 à Peine (Allemagne).

## Carrière
En 1952, Willi Krakau participe à l'Eifelrennen sur une AFM 6 où il abandonne. On le revoit ensuite lors du Grand Prix automobile d'Allemagne 1952, toujours sur son AFM. Qualifié en vingt-huitième position sans réaliser de temps, il ne prend pas part à la course.

## Résultats en championnat du monde de Formule 1
| Saison | Écurie | Châssis                                | Moteur         | Pneus     | Grand Prix | Qualification | Résultat    |
| ------ | ------ | -------------------------------------- | -------------- | --------- | ---------- | ------------- | ----------- |
| 1952   | Privé  | Alex von Falkenhausen Motorenbau AFM 6 | BMW 6 en ligne | Englebert | Allemagne  | 28e/32        | Non-partant |